# Mártély
Mártély ist eine ungarische Gemeinde im Kreis Hódmezővásárhely im Komitat Csongrád-Csanád. Sie liegt an einem toten Arm der Theiß. Mártély hat 1301 Einwohner (Stand 2015).

## Gemeindepartnerschaften
- Verbandsgemeinde Altenahr, Deutschland
- Detk, Ungarn
- Eremitu, Rumänien
- Trešnjevac (Трешњевац), Serbien

## Sehenswürdigkeiten
- Landschaftsschutzgebiet an der Theiß
- Römisch-katholische Kirche Szent Adorján, erbaut 1910–1911
- Windmühle (Késmárki Imre-féle szélmalom)

## Verkehr
Durch Mártély verläuft die Landstraße Nr. 4521. Die Gemeinde ist angebunden an die Eisenbahnstrecke von Szentes nach Hódmezővásárhely.

## Bilder

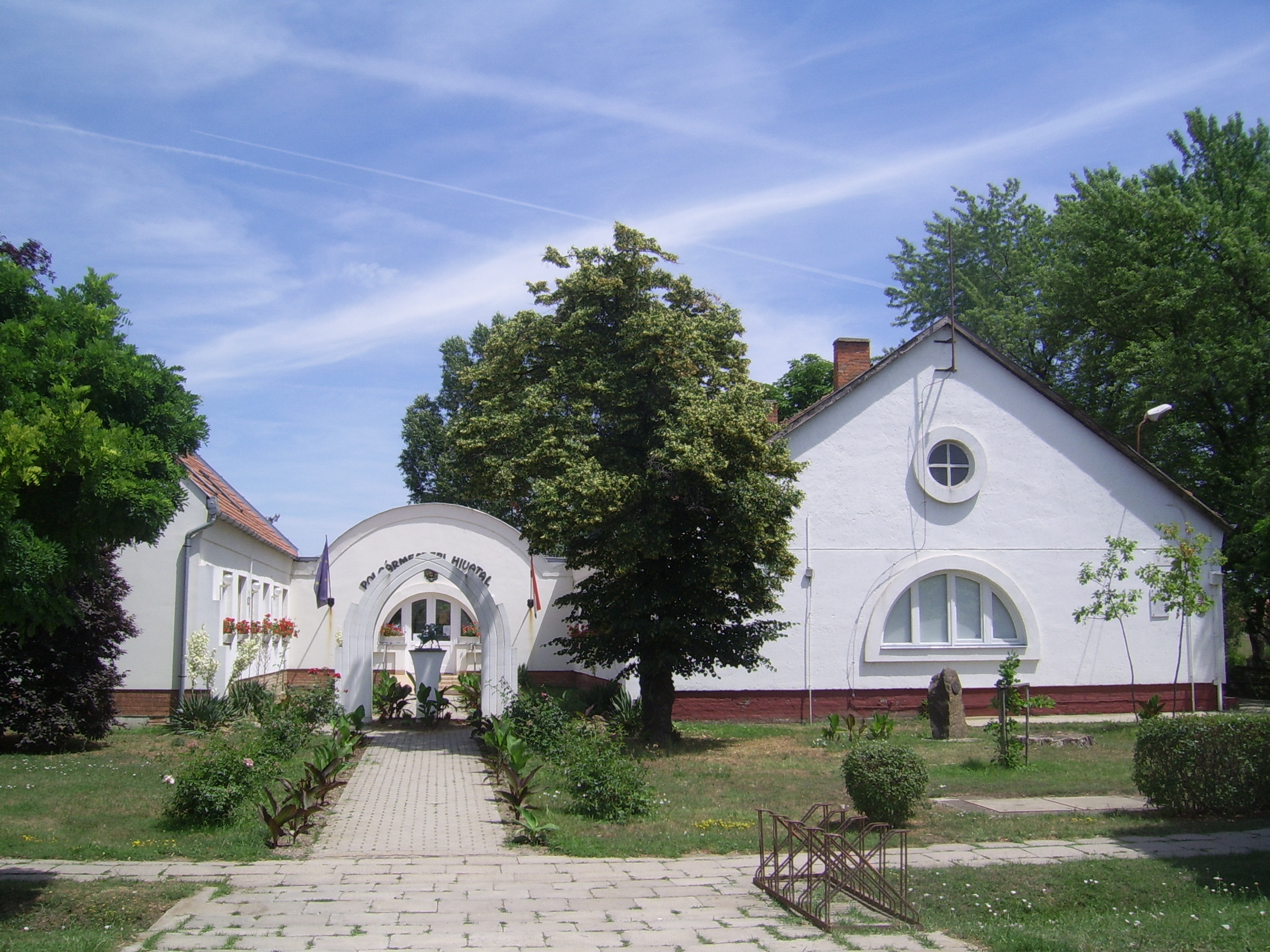
Gemeindeverwaltung in Mártély
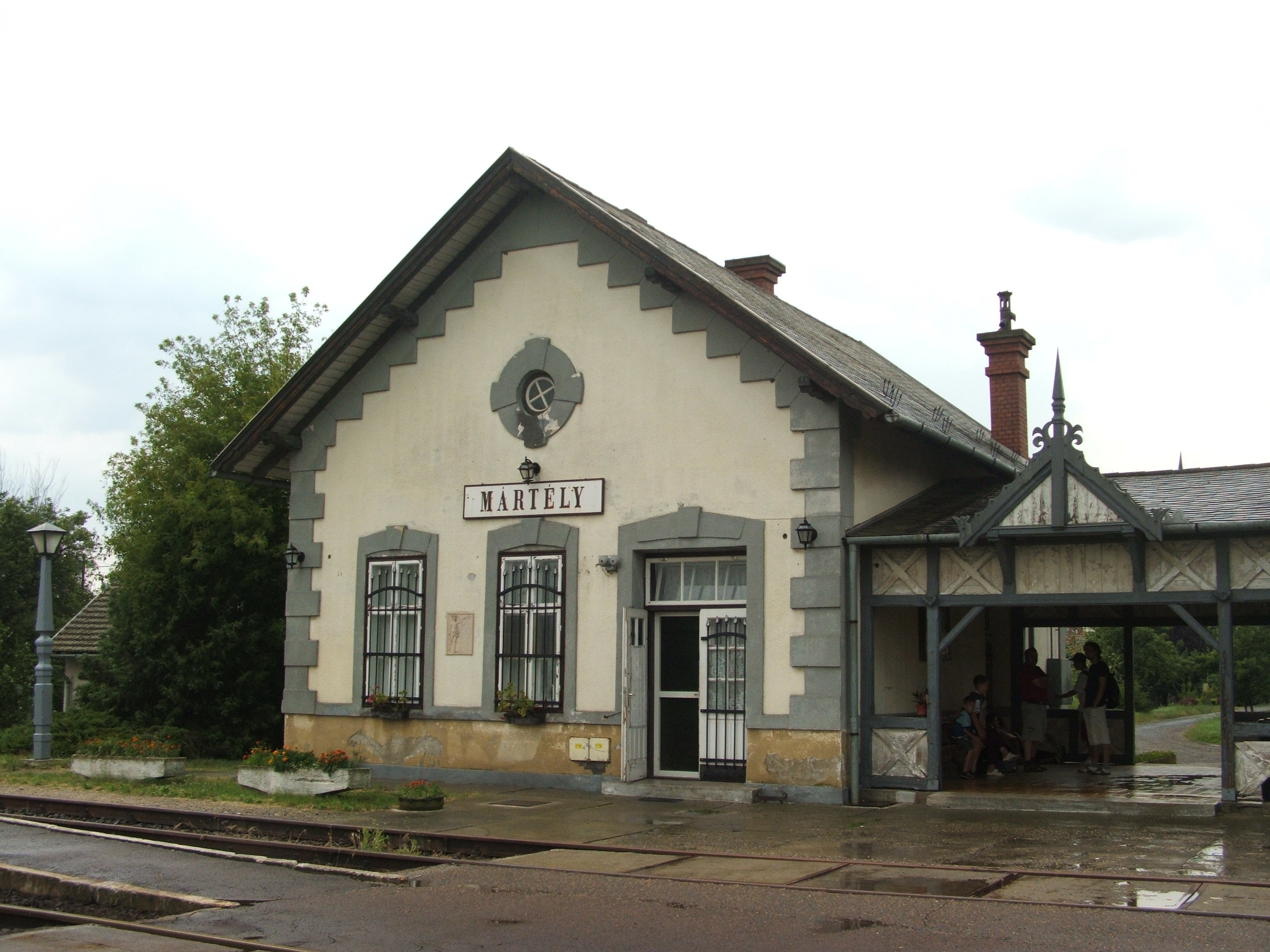
Bahnhof in Mártély
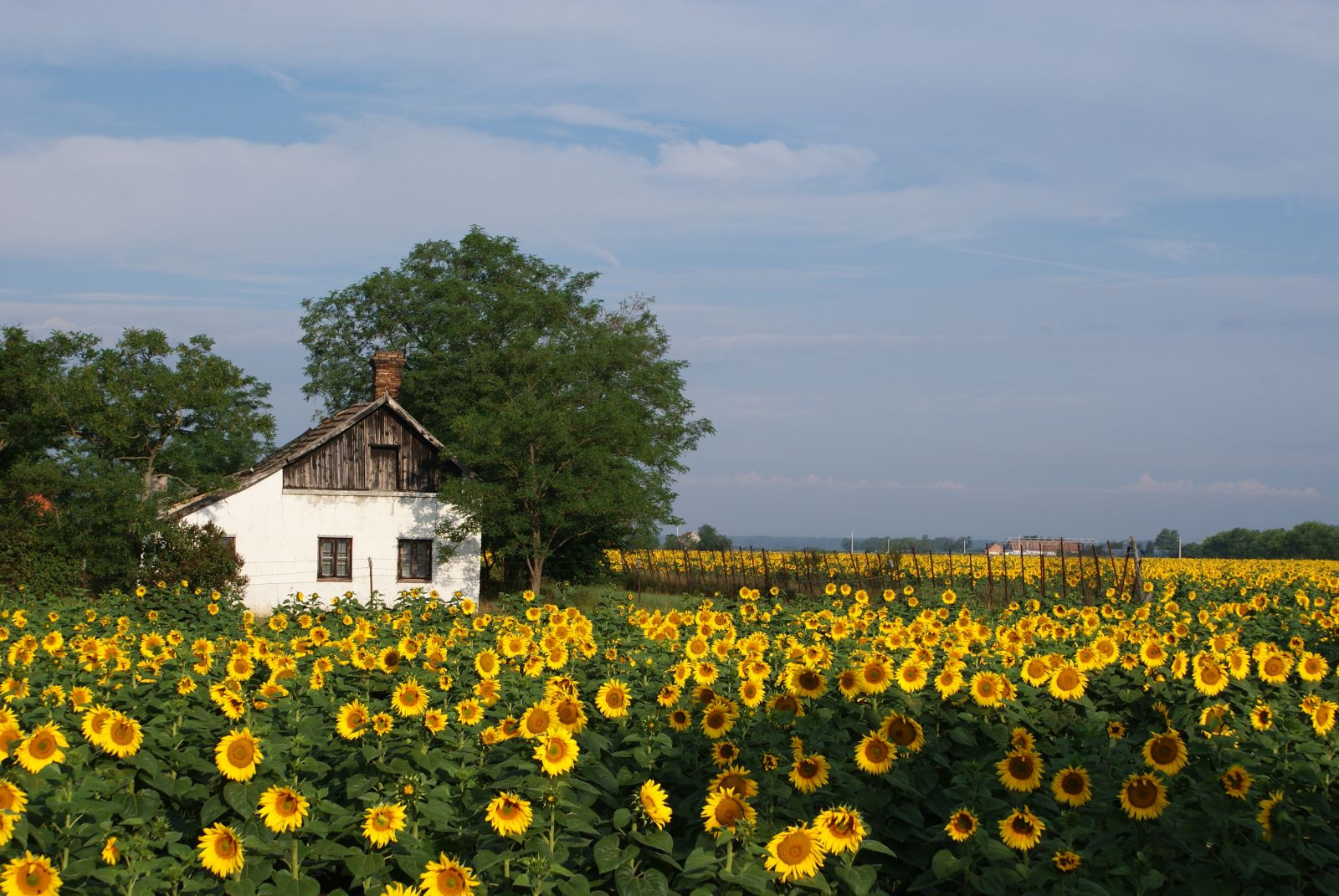
Altes Bauernhaus in Mártély